# Torneo de Reservas de Venezuela
El Torneo de Reservas de Venezuela es un campeonato de fútbol de Venezuela organizado la Federación Venezolana de Fútbol. Se juega desde el año 2019 y cuenta con la participación de 14 equipos.

## Sistema de competición
El campeonato de Reservas consta de dos torneos: Apertura y Clausura; con una sola fase final. Los Torneos se juegan con 2 grupos, de 7 equipos cada uno para hacer un total de 14 equipos, todos contra todos en cada grupo a una vuelta cada uno, con tabla de clasificación independiente. Una vez jugados los torneos Apertura y Clausura, los mejores 8 de una tabla acumulada de ambos grupos clasifican a la liguilla (fase final) para definir al campeón.
La Tabla Acumulada, es la suma los resultados de las “Tablas Clasificatorias” de cada torneo corto; al final de la temporada.

### Serie de Campeones
La Serie de Campeones, es disputada por el campeón de los Torneos Apertura y Clausura en juegos de ida y vuelta, que determinará el campeón de la Primera División y clasificado a competencias internacional.

## Equipos participantes
| Academia Puerto Cabello                | Puerto Cabello | Carlos Maldonado   | Complejo Deportivo Socialista | 1 | — |
| Deportivo Lara                         | Barquisimeto   | Leo González       | Metropolitano de Cabudare     | 1 | — |
| Lala FC                                | Ciudad Guayana | Delvalle Rojas     | Cachamay                      | 1 | — |
| Atlético Venezuela                     | Caracas        | Jaime de la Pava   | Brígido Iriarte               | 1 | — |
| Caracas                                | Caracas        | Noel Sanvicente    | Olímpico de la UCV            | 1 | — |
| Deportivo La Guaira                    | Caracas        | Daniel Farías      | Olímpico de la UCV            | 1 | — |
| Deportivo Táchira                      | San Cristóbal  | Juan Tolisano      | Pueblo Nuevo                  | 1 | — |
| Estudiantes de Caracas                 | Caracas        | Daniel de Oliveira | Hermanos Ghersi               | 1 | — |
| Estudiantes de Mérida                  | Mérida         | Martín Brignani    | Metropolitano de Mérida       | 1 | — |
| Llaneros de Guanare                    | Guanare        | Julio Quintero     | Rafael Pinto                  | 1 | — |
| Metropolitanos                         | Caracas        | José María Morr    | Brígido Iriarte               | 1 | — |
| Monagas                                | Maturín        | por definir        | Monumental de Maturín         | 1 | — |
| Portuguesa                             | Araure         | José Parada        | José Antonio Páez             | 1 | — |
| Zamora                                 | Barinas        | Alí Cañas          | Agustín Tovar                 | 1 | — |
| Datos actualizados el 11 junio de 2019 |                |                    |                               |   |   |
| * Incluye temporada actual             |                |                    |                               |   |   |

## Palmarés Apertura y Clausura
| Temporada | Campeón                                | Subcampeón                             | Apertura                               | Clausura                               |
| --------- | -------------------------------------- | -------------------------------------- | -------------------------------------- | -------------------------------------- |
| 2019      | Caracas                                | Zamora                                 | ----                                   | ----                                   |
| 2020      | Cancelado por la Pandemia de COVID-19. | Cancelado por la Pandemia de COVID-19. | Cancelado por la Pandemia de COVID-19. | Cancelado por la Pandemia de COVID-19. |

## Títulos por equipo
| Club       | Títulos | Subtítulos | Años campeón | Años subcampeón |
| ---------- | ------- | ---------- | ------------ | --------------- |
| Caracas FC | 1       | 0          | 2019         | ----            |
| Zamora     | 0       | 1          | ----         | 2019            |

## Estadísticas

### Máximos goleadores por temporada
| Temporada | País                 | Jugador | Goles | Equipo |
| --------- | -------------------- | ------- | ----- | ------ |
| 2019      | Bandera de Venezuela |         |       |        |
| 2020      | Bandera de Venezuela |         |       |        |

### Premios anuales
| Temp. | Jugador del año | Jugador del año | Técnico del año | Técnico del año | Portero del año | Portero del año | Juvenil del año | Juvenil del año | Árbitro del año | Fair Play |
| Temp. | Jugador         | Club            | Técnico         | Club            | Portero         | Club            | Juvenil         | Club            | Árbitro         | Club      |
| ----- | --------------- | --------------- | --------------- | --------------- | --------------- | --------------- | --------------- | --------------- | --------------- | --------- |
| 2019  |                 |                 |                 |                 |                 |                 |                 |                 |                 |           |
| 2020  |                 |                 |                 |                 |                 |                 |                 |                 |                 |           |

## Cobertura mediática

### Cadenas
| Cadena | Inicio | Fin | Nota                          |
| ------ | ------ | --- | ----------------------------- |
|        |        |     | Transmitió por señal abierta. |
|        |        |     | Transmite por señal paga.     |
|        |        |     | Transmite en señal abierta.   |